# شانون لوكاس
شانون لوكاس (بالإنجليزية: Shannon Lucas)‏ هو طبال أمريكي، ولد في 27 سبتمبر 1983 في ستونتون في الولايات المتحدة.

## وصلات خارجية
- شانون لوكاس على موقع ميوزك برينز (الإنجليزية)